# Temelucha pseudocaudata
Temelucha pseudocaudata är en stekelart som beskrevs av Kolarov 1982. Temelucha pseudocaudata ingår i släktet Temelucha och familjen brokparasitsteklar. Inga underarter finns listade i Catalogue of Life.